# Cibaliana
Cibaliana (łac. Diocesis Cibalianensis) – stolica historycznej diecezji w Cesarstwie rzymskim w prowincji Byzacena, współcześnie w Tunezji. Obecnie katolickie biskupstwo tytularne.

## Biskupi tytularni
| Lp. | Biskup                                | Funkcja                                           | Od                | Do               |
| --- | ------------------------------------- | ------------------------------------------------- | ----------------- | ---------------- |
| 1   | Carlos Jesús Patricio Baladrón Valdés | biskup pomocniczy Hawany (Kuba)                   | 16 listopada 1991 | 24 stycznia 1998 |
| 2   | Geraldo Dantas de Andrade             | biskup pomocniczy São Luís do Maranhão (Brazylia) | 18 lutego 1998    | 1 maja 2021      |